# Norrhults biotopskyddsområden
Norrhults biotopskyddsområden este o arie protejată (arie specială de conservare — SAC, sit de importanță comunitară — SCI) din Suedia întinsă pe o suprafață de 6,2 ha, integral pe uscat.

## Localizare
Centrul sitului Norrhults biotopskyddsområden este situat la coordonatele 57°41′28″N 16°17′30″E / 57.6911°N 16.2916°E.

## Înființare
Situl Norrhults biotopskyddsområden a fost declarat sit de importanță comunitară în ianuarie 2002 pentru a proteja un număr necunoscut de specii din flora spontană și fauna sălbatică aflate în arealul zonei. Situl a fost protejat și ca arie specială de conservare în martie 2011.

## Biodiversitate
Situată în ecoregiunea boreală, aria protejată conține 4 habitate naturale: Păduri caducifoliate de mlaștină fino-scandinave, Mlaștini împădurite, Mlaștini turboase de tranziție și turbării mișcătoare, Taiga vestică.
La baza desemnării sitului se află un număr nedeclarat de specii protejate.